# Bronislav Kaminski
Bronislav Vladislávovich Kaminski (en  ruso: Бронисла́в Владисла́вович Ками́нский, Vitebsk, Bielorrusia 16 de junio de 1899, -Łódź, Polonia 28 de agosto de 1944) fue un militar e ingeniero químico bielorruso, comandante (Brigadeführer) de las SS y de la SS Sturmbrigade RONA. Tras la llegada de la Wehrmacht en octubre de 1941, fue liberado de prisión, donde se encontraba encarcelado por ser sospechoso de subversión y estar en contra del régimen de Iósif Stalin. Se puso a las órdenes del Tercer Reich y les ofreció los servicios del Ejército de Liberación Nacional Ruso (Rússkaya Osvobodítelnaya Naródnaya Ármiya, RONA), una milicia que dirigía y que se creó con el fin de acabar con los partisanos soviéticos y que posteriormente se incorporó a las Waffen-SS.
Ese ofrecimiento de lealtad al régimen de Adolf Hitler le sirvió para que fuese autorizado a dirigir la localidad de Lókot en la óblast de Oriol (ahora en la óblast de Briansk) como república autónoma, algo que hizo que Kaminski se convirtiera en todo un despiadado dictador persiguiendo y aniquilando a todo aquel que hubiese apoyado en algún momento a los soviéticos así como a los judíos que residían en la región. El propio Heinrich Himmler lo condecoró con la Cruz de Hierro para premiar la entrega y colaboración de Kaminski con la causa nacionalsocialista.
Se sabe que Kaminski murió asesinado el 28 de agosto de 1944, pero algunas fuentes apuntan que fue ejecutado por un pelotón de fusilamiento y otras dicen que fue la propia Gestapo quien se encargó de abatirlo a tiros.

## Nacimiento y juventud
Bronislav Kaminski nació en San Petersburgo en 1903 de padre polaco y madre alemana, y estudió en la Universidad Politécnica de San Petersburgo Pedro el Grande, aunque se alistó en el ejército ruso durante la Guerra Civil Rusa. Tras su desmovilización, volvió a la universidad, y terminó los estudios, graduándose como ingeniero químico, y empezando a trabajar en una fábrica. En 1927, se casó, naciendo del matrimonio cuatro hijas. 

### Encarcelamiento
Como “intelectual llevado al extranjero”, era considerado como poco de fiar por las autoridades soviéticas. Por lo tanto, fue arrestado y condenado a cinco años de trabajos forzados en el Gulag por espiar para Occidente. Tras su liberación, en 1941, fue enviado a Lókot pocos meses antes de que los alemanes lanzaran la Operación Barbarroja.

## La milicia de Lókot y líder de la administración civil
Tras asumir el mando, Kaminski rápidamente expandió la milicia de Lókot y trabajó duramente para adquirir mejor equipamiento, especialmente armas, para ella. Envió hombres para peinar la zona en busca de equipo que pudiera ser reparado y utilizado. También intentó conseguir equipamiento de los alemanes, tanto por los canales oficiales como directamente de las unidades alemanes que utilizaban a sus hombres en tareas de vigilancia y protección (normalmente unidades de la Organización Todt que realizaban construcciones para la Wehrmacht). En enero de 1942, los soviéticos atacaron el Ayuntamiento, pobremente defendido con unos cuantos milicianos, aunque era la base de ellos. En la refriega, fue muerto el jefe de la milicia, y Kaminski, que milagrosamente había abandonado minutos antes el edificio, asumió el mando de la milicia, que contaba ya con unos 500 hombres, siendo nombrado también alcalde de Lókot.

### Autonomía en la región

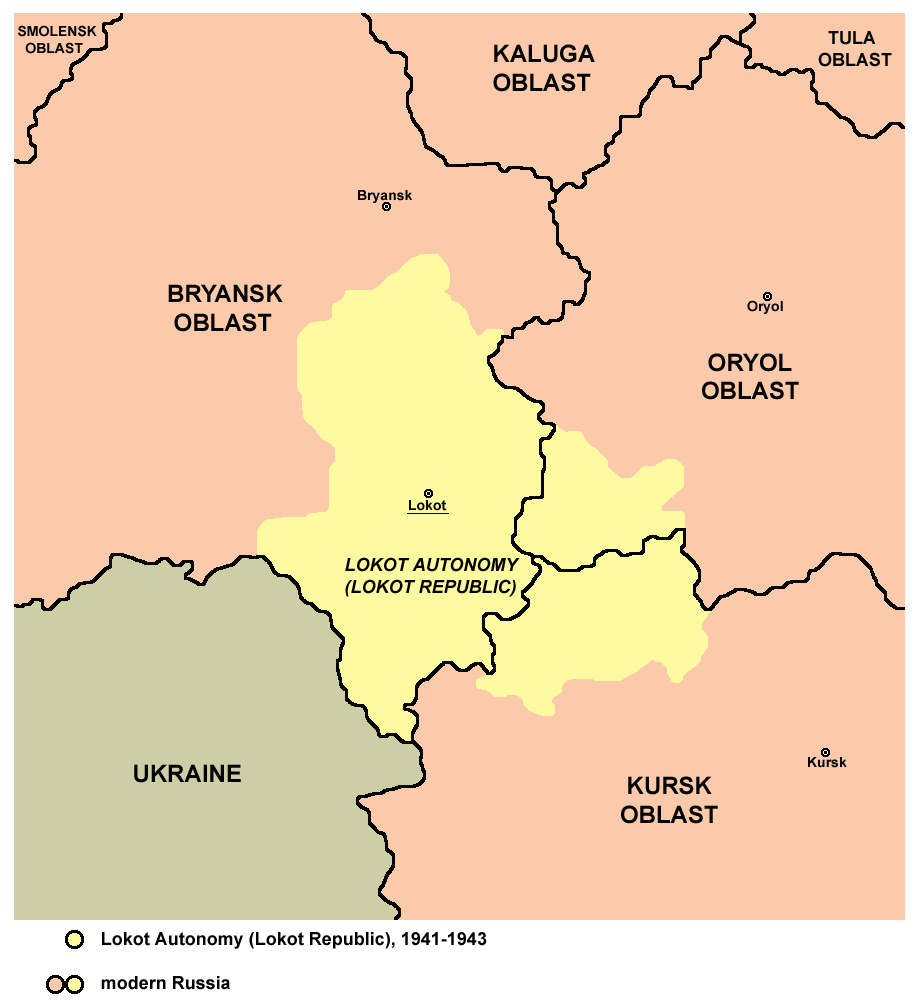
Autonomía de Lókot (1941-1943)

Un memorando del 2.º Ejército alemán criticaba las medidas tomadas como muy inadecuadas, sugiriendo que se aumentara la autonomía para la región de Lókot, anotando que 

“los rusos deben conocer qué lugar ocuparán en la futura Europa. Se alegrarán de estar bajo dominio alemán, pero no como esclavos”

Kaminski ejerció su autonomía en el raión (distrito) de Lókot, que en realidad era mucho más grande que sobre el papel, para formar un casi estado privado, con muchas empresas pequeñas, incluyendo algunas propiedades privadas e industrias. Incluso abrió de nuevo algunas iglesias y escuelas primarias. Aunque los planes para hacer de su administración un “Bezirksverwaltung” no fueron llevados a cabo, los alemanes no interfirieron mientras mantuvo sus transportes seguros y entregó las cuotas de alimentos exigidos por la Wehrmacht. Además, Kaminski procuró continuar el Naródnaya Socialistichéskaya Pártiya (Partido Popular Socialista Ruso, más tarde renombrado Nacional-Socialistícheskaya Trudovaya Pártiya Rossii, Partido Nacional Socialista de Trabajadores de Rusia) de Voskobóinkov, pero con éxito limitado.

## Operación Vogelsang
El 5 de junio de 1942, los alemanes lanzaron una gran operación antipartisana, la Operación Vogelsang, en los bosques al norte de Briansk, formando el Grupo Gilsa II, comandado por el teniente general Werner Freiherr von und zu Gilsa, para realizar la operación. 
Este Kampfgruppe (grupo de combate) incluía un regimiento Panzer de la 5.ª División Panzer, elementos de la 216.ª división de Infantería, la milicia de Kaminski y elementos de la 102.ª y la 108.ª divisiones ligeras húngaras. La milicia de Kaminski fue dividida en unidades del tamaño de compañías, sirviendo como traductores, guías y tropas de combate. 
La operación originalmente tuvo lugar en la región de Zhizdra pero se extendió a otras zonas durante el verano y el otoño hasta que el grupo de combate fue disuelto en octubre. Los resultados oficiales de esta operación, la primera mayor en la que participaron las tropas de Kaminski, fue de 1193 partisanos muertos, 1400 heridos, 498 capturados y 12 531 civiles “evacuados”. El Eje sufrió 58 muertos y 130 heridos de una fuerza total de 6500 hombres.

## R.O.N.A
Kaminski renombró sus fuerzas como Rússkaya Osvobodítelnaya Naródnaya Ármiya, RONA (Ejército Popular de Liberación Ruso). Los alemanes se referían a él como Brigada Kaminski. El RONA se expandió grandemente con muchos nuevos voluntarios, incluyendo antiguos partisanos y prisioneros de guerra así como conscriptos de la región de Lókot. Hay que hacer constar que no fueron solo rusos quienes sirvieron en el RONA, sino también bielorrusos, ucranianos y algunos polacos. También recibió equipo pesado, incluyendo varias piezas de artillería y 24 tanques T-34/76. 

### Bajas en la brigada
Durante el verano de 1943, la Brigada Kaminski comenzó a sufrir un alarmante aumento de las deserciones debido a los éxitos del Ejército Rojo así como por los denodados esfuerzos de los partisanos en reclutar a sus hombres. Hubo también varios intentos de asesinato contra Kaminski. Una de estas conspiraciones, en la que participaban numerosos oficiales, fue descubierta poco antes de que los conspiradores atentasen contra Kaminski y fue severamente reprimida. El comandante Hermann Tescke, que servía en el Estado Mayor de Transporte del Grupo de Ejércitos Centro, informó haber visto a cuatro antiguos oficiales del Estado Mayor colgados de horcas fuera del Cuartel General de Kaminski. 
Tras estos hechos, el personal de enlace alemán se entregó a la tarea de intentar minimizar el riesgo de deserciones en masa y también en dar una mejor estructura a la brigada. A comienzos del verano de 1943, la Brigada Kaminski, o elementos de ella, tomó parte en varias operaciones anti-partisanas durante los preparativos de la Operación Ciudadela, entre ellas: 
- Nachbarhilfe: los soldados de la brigada solo sirvieron en tareas de no combatiente. Otras unidades participantes fueron la 98.ª División de Infantería y la 108.ª División Ligera Húngara.
- Zigeunerbaron: elementos de la brigada junto con el XLVII Cuerpo Panzer, la 4.ª División de Infantería, la 7.ª División de Infantería, la 292.ª División de Infantería, la 18.ª División Panzer, la 10.ª División de Panzergranaderos, la 102.ª División Ligera Húngara y otras unidades menores.
- Freischütz: elementos de la brigada junto con elementos de la 5.ª División Panzer, de la 6.ª División de Infantería, de la 707.ª División de Infantería, el Tren Blindado número 4 y otras unidades menores.
- Tannenhauser: elementos de la brigada junto con otras unidades menores del Frente del Este.
- Osterei: elementos de la brigada junto con otras unidades menores del Frente del Este.

## En las SS
Las ofensivas soviéticas que siguieron al fracaso de la Operación Ciudadela obligaron a la Brigada Kaminski a abandonar su región natal, junto con muchos civiles (al menos 50 000 según la mayoría de las fuentes), en el otoño de 1943. Viajaron al oeste, principalmente a pie, hasta Bielorrusia. 
Este viaje lejos del hogar causó muchas deserciones y otros problemas a la unidad, haciéndola cada vez menos de confianza. Una vez en la Rusia Blanca, el comandante del 2.° Regimiento amenazó con unirse a los partisanos y se dice que Kaminski voló a su Cuartel General y estranguló al comandante delante de su unidad. La Brigada fue estacionada en Lépiel, en la región de Pólotsk, que estaba casi completamente en manos de los partisanos, y pronto comenzó de nuevo a combatirlos. 
Fue renombrada Brigada Volksheer Kaminski poco antes de que fuera transferida a las Waffen-SS en julio de 1944 como Brigada de Asalto Waffen RONA, recibiendo Kaminski el grado de Brigadeführer (General de Brigada de las Waffen-SS). Las SS tenían planeado expandir la brigada a división, la 29.ª División de Granaderos Waffen SS (Rusa Número 1). 

### Operaciones
Tomó parte en varias operaciones anti-partisanas durante los primeros seis meses de 1944, tales como Regenschauer, Frülingsfest (7011 partisanos muertos y 1065 armas capturadas) y Komo-ron (7697 partisanos muertos y 325 armas capturadas), como parte del Grupo de Combate SS von Gottberg, que también incluía a la famosa unidad de Dirlewanger.

## En Varsovia
En junio, la ahora totalmente desmoralizada unidad fue transferida de nuevo, esta vez a Czestochowa, y puesta bajo control de las SS puesto que para la Wehrmacht era inútil para el servicio en el frente. 
El 1 de agosto de 1944, comenzó la insurrección de Varsovia cuando el Ejército Nacional Polaco intentó establecer una Polonia independiente antes de la llegada del Ejército Rojo. El Reichsführer-SS Heinrich Himmler designó al Gruppenführer (teniente general de las SS) Heinz Reinefarth para dirigir el Grupo de Combate Reinefarth, compuesto por unidades SS y de Policía enviados de Posen a Varsovia, y que también incluía a la Brigada Kaminski y a la Brigada Dirlewanger. No toda la Brigada Kaminski fue enviada a Varsovia. En su lugar se envió a un regimiento de 1700 hombres, junto con cuatro tanques T-34, un cañón de asalto SU-76 y dos cañones de 122 mm, el comandante de este regimiento es designado como Frolow en algunas fuentes, otras como Vrolow e incluso en otras como Trolow. 
Este destacamento llegó a Varsovia el 4 de agosto y fue asignado al distrito de Ochota. Tomaría parte en un ataque a las 8:00 horas del día siguiente, atacando la parte más débil de las defensas polacas que estaban a cargo de solo 300 hombres. La unidad, sin embargo, no estaba en las posiciones asignadas a las 8:00 y no fue localizada hasta las 9:30 cuando se encontraba lejos de la línea del frente y ocupada en saquear las casas abandonadas. Finalmente fue formada y se dirigió hacia su objetivo, logrando solo avanzar unos 275 metros al anochecer. Durante el ataque, algunos hombres de la Brigada Kamisnki entraron en el Instituto de Radio, un hospital para pacientes femeninos de cáncer, y comenzaron a violar a los pacientes y al personal, matando a los que se resistían. Antes de ser incendiado, el hospital fue también saqueado. Esta atrocidad provocó al menos la muerte de 30 personas. 
Este incidente fue solo un ejemplo de los asesinatos, saqueos y rapiñas cometidos por esta unidad en Varsovia. El diario de guerra del 9.º Ejército anota secamente: 

“El 1.er Regimiento Kaminski... ha ido emborrachándose desde la Reichstrasse hasta la Fábrica Machorka”. El mismo Kaminski tomó parte en el saqueo, diciendo que estaba recolectando para el “Fondo Ruso de Liberación”

El general Rohr, comandante del sector sur de Varsovia, pidió al teniente general de las SS Erich von dem Bach-Zelewski, comandante en jefe de las fuerzas alemanas en Varsovia, que retirara a la Brigada Kaminski de Varsovia inmediatamente. El mismo Bach-Zelewski también estaba deseoso de conseguir librarse de esta unidad molesta que interrumpía sus planes para aplastar la rebelión. Por lo tanto, tan pronto como llegaron refuerzos, la Brigada fue retirada de los combates. El mismo Kaminski fue llamado a Lodz para participar en una conferencia de jefes SS.

## Muerte
Se sabe que murió asesinado el 28 de agosto de 1944, pero algunas fuentes dicen que fue llevado ante un tribunal militar y ejecutado por un pelotón de fusilamiento, y otras que fue muerto cuando fue arrestado por la Gestapo. La versión oficial fue que murió a manos de partisanos polacos durante una emboscada. 
La razón o razones de su ejecución son inciertas, pero la mejor explicación es probablemente que Himmler pensaba que no podía tener dos líderes para las fuerzas rusas que combatían junto a los alemanes y, cuando se vio forzado a elegir entre Kaminski y el antiguo general del Ejército Rojo Andréi Vlásov, Himmler eligió a este último. También hay indicios de que las fuerzas de Kaminski violaron y asesinaron a dos mujeres alemanas, miembros de la Kraft durch Freude, durante su estancia en Varsovia. Si esto es cierto, pudiera haber sido una razón para la ejecución.